# Мирослав Вітовш
Мирослав Ладислав Вітовш (чеськ. Miroslav Ladislav Vitouš, 6 грудня 1947, Прага) — чеський джазовий контрабасист і басгітарист, педагог, композитор, аранжувальник та продюсер, який грав з Майлзом Девісом і американським джазовим ансамблем Weather Report.

## Біографія
Мирослав Вітовш народився у Празі. У віці шести років він почав грати на скрипці. Однак через три роки помер його вчитель і Мирослав перейшов на фортепіано, а потім у віці чотирнадцяти років — на контрабас. З 1962 року він навчався в Празькій консерваторії у Франтішка Пости (František Pošta), де одночасно почав грати джаз та класичну музику. Ще в консерваторії він разом з братом Аланом (ударні) та Яном Гаммером (клавішні) організував одну з його ранніх музичних груп — Junior Trio. Вже в юності Вітуш був конкурентоспроможним імпровізатором.

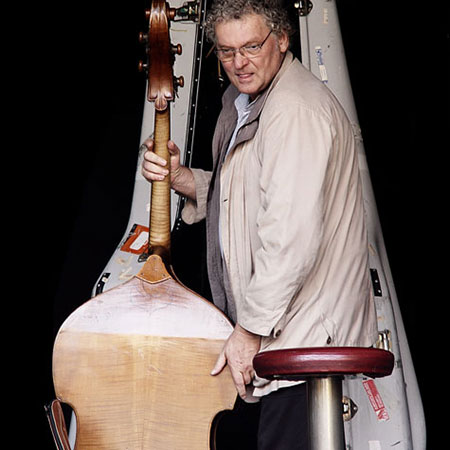

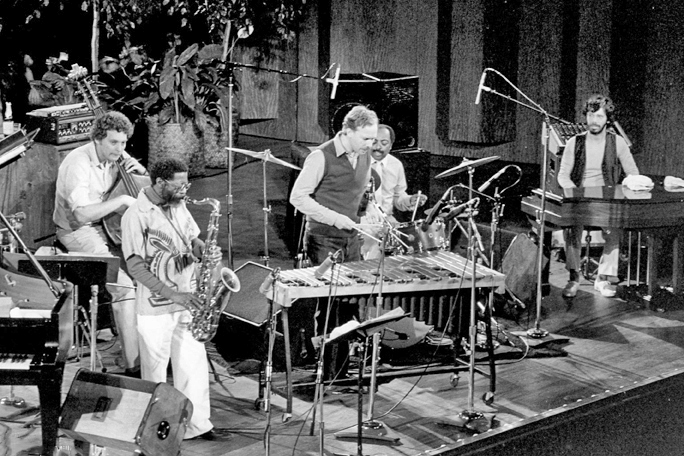
Квінтет Роя Гейнса. 1981

У 1966 році Мирослав Вітовш переміг на музичному конкурсі у Відні й був нагороджений стипендію для навчання в музичному коледжі Берклі в Каліфорнії. В наступному році він поїхав до Нью-Йорку, де показав себе у співпраці з Арт Фармером, Фредді Габбардом, Бобом Брукмаєром, Кларком Террі та дуже коротко з Майлзом Девісом.
У 1969 році разом із Джо Гендерсоном, Джоном Маклафліном, Гербі Генкоком, Джеком Деджонеттом та Джо Чемберсом Вітовш записав свій дебютний альбом «Infinite Search», що пізніше вийшов як «Mountain In The Clouds».
У 1970-х роках він був одним із засновників групи Weather Report, в якій співпрацював із такими музикантами як піаніст Джо Завінул, саксофоніст Вейн Шортер, ударник Аїрто Морейра.
У 1981 році виступив на джазовому фестивалі у Вудстоку, а в 1984 році він співпрацював зі Стенлі Кларком. У 1988 році переїхав до Європи, щоб зосередитися на композиції, але все таки продовжував виступати на фестивалях.
У 1999 році альбом «Тепер він співає, тепер він ридає» (Now He Sings, Now He Sobs, 1968), який він записав разом з Чиком Коріа та Роєм Гейнсом, виграв премію Залу слави Греммі.

## Дискографія

### як керівник
- Infinite Search (Mountain in the Clouds) (Atlantic Records, 1969)
- Purple (Columbia Records, 1970)
- Magical Shepherd (1976)
- Miroslav (Freedom, 1976)
- Majesty Music (1979)
- Guardian Angels (Evidence, 1978)
- First Meeting (ECM, 1979)
- Miroslav Vitous Group (ECM, 1980)
- Journey's End (ECM, 1982)
- Emergence (ECM, 1985)
- Miroslav Vitous & Larry Coryell (присвячені Біллу Евансові та Скоттові Ла Фаро) (Jazzpoint, 1987)
- Atmos (ECM, 1992)
- Conviction: Thoughts of Bill Evans (Challenge, 2000)
- Universal Syncopations (ECM, 2003)
- Universal Syncopations 2 (ECM, 2007)
- Remembering Weather Report (ECM, 2009)
- Music of Weather Report (ECM, 2016)
- Wings (For Tune, 2015), дует з Адамом П'єрончиком[pl]
- Ad-lib Orbits (PAO Records, 2017), дует з Адамом П'єрончиком[pl]

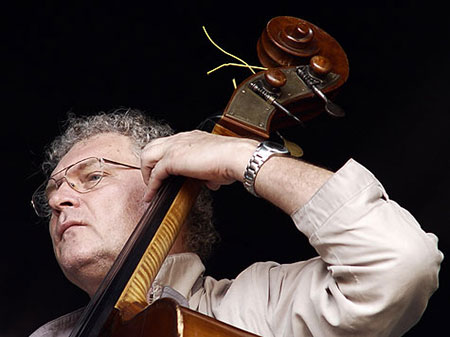
2014

### як музикант гурту «Weather Report»
- Weather Report (Columbia, 1971)
- I Sing the Body Electric (Columbia, 1972)
- Live in Tokyo (Columbia, 1972)
- Sweetnighter (Columbia, 1973)
- Mysterious Traveller (Columbia, 1974)

### якзапрошений музикант[en]

#### зРоєм Аєрсом[en]
- Stoned Soul Picnic (Atlantic, 1968)
- All Blues (Columbia, 1969)
- Herbie Mann Presents Comin' Home Baby Roy Ayers Quartet 1 (Columbia, 1969)
- Unchain My Heart (Columbia, 1970)

#### зЧиком Корієм
- Now He Sings, Now He Sobs (Solid State, 1969)
- Circling In (Blue Note, 1975) — recorded in 1968-70
- Trio Music (ECM, 1982)
- Trio Music Live in Europe (ECM, 1986)
- Rendezvous in New York (Stretch, 2003)

#### зЛаррі Кориелом[en]
- Spaces (Vanguard, 1970)
- Planet End (Vanguard, 1975)
- Dedicated to Bill Evans and Scott LaFaro (Jazzpoint, 1987)

#### зГербі Менном[en]
- Windows Opened (Atlantic, 1968)
- The Inspiration I Feel (Atlantic, 1968)
- Memphis Underground (Atlantic, 1969)
- Live at the Whisky a Go Go (Atlantic, 1969)
- Stone Flute (Embryo, 1970)
- Muscle Shoals Nitty Gritty (Embryo, 1970)
- Memphis Two-Step (Embryo, 1971)

#### зТер'є Рипдалом[en]
- Terje Rypdal / Miroslav Vitous / Jack DeJohnette (ECM, 1979)
- To Be Continued (ECM, 1981)
- Trio / Live in Concert (TDK, 2001)

#### зАдамом П'єрончиком[en]
- Wings (For Tune, 2015)
- Ad-Lib Orbits (PAO, 2017)
- Live at NOSPR (Jazz Sound, 2019)